# Liste des peuples amérindiens d'Argentine
On compte 35 peuples indigènes reconnus dans le pays, avec des droits spécifiques au niveau national et provincial. Les chiffres suivants sont le résultat d'une enquête menée par l'INDEC en 2004-2005. La population de chaque peuple indigène correspond à la population qui se reconnaît comme appartenant et/ou descendant en première génération de ce peuple.		
| Peuple ou ethnie               | Localisation                                                    | Effectifs 2004-2005 | Remarques                |
| ------------------------------ | --------------------------------------------------------------- | ------------------- | ------------------------ |
| Atacama                        | Jujuy                                                           | 3 044               |                          |
| Ava guaraní                    | Salta, Jujuy, Corrientes, Entre Ríos, Misiones et Santa Fe      | 21 807              |                          |
| Aymara                         |                                                                 | 4 104               |                          |
| Chané                          | Salta                                                           | 4 376               |                          |
| Charrúa                        | Entre Ríos                                                      | 4 511               |                          |
| Chorotes (es)                  | Salta                                                           | 2 613               |                          |
| Chulupíes (es)                 | Formosa et Salta                                                | 553                 |                          |
| Comechingones                  | Córdoba                                                         | 10 863              |                          |
| Diaguita et Diaguita calchaquí | Salta, Jujuy, Tucumán La Rioja, Catamarca et Grand Buenos Aires | 31 753              |                          |
| Guaranis                       | Salta, Jujuy                                                    | 22 059              |                          |
| Huarpe                         | Région de Cuyo                                                  | 14 633              |                          |
| Kolla                          | Salta, Jujuy et Grand Buenos Aires                              | 70 505              |                          |
| Lules                          | Santiago del Estero, Tucumán et Salta.                          | 854                 |                          |
| Maimará                        | Jujuy                                                           | 178                 | Uniquement ceux du Jujuy |
| Mapuches                       | Patagonie argentine, La Pampa et Buenos Aires                   | 113 680             |                          |
| Mbyás (es) guaraní             | Misiones                                                        | 8 223               |                          |
| Mocoví                         | Chaco, et Santa Fe                                              | 15 837              |                          |
| Omaguaca                       | Jujuy                                                           | 1 553               |                          |
| Ona ou Selknam                 | Terre de Feu, Antarctique et Îles de l'Atlantique Sud           | 696                 |                          |
| Pampa                          |                                                                 | 1 585               |                          |
| Pilagá                         | Formosa                                                         | 4 465               |                          |
| Quechua                        | Jujuy                                                           | 6 739               |                          |
| Querandí                       |                                                                 | 736                 |                          |
| Rankulche                      | La Pampa et Grand Buenos Aires                                  | 10 149              |                          |
| Sanavirons                     | Córdoba                                                         | 563                 |                          |
| Tapieté                        | Salta                                                           | 524                 |                          |
| Tehuelches                     | Patagonie argentine et Grand Buenos Aires                       | 10 590              |                          |
| Toba                           | Chaco, Formosa et Santa Fe                                      | 69 452              |                          |
| Tonocoté                       | Santiago del Estero                                             | 4 779               |                          |
| Tupí guaraní                   | Salta, Jujuy, Corrientes, Entre Ríos, Misiones et Santa Fe      | 16 365              |                          |
| Wichís                         | Salta, Chaco, Formosa                                           | 40 036              |                          |

Les riches indiens de la Pampa. Une vingtaine de tribus se sont affrontées bien avant l’arrivée des Espagnols  pour garder les meilleurs coins de chasse . Le plus convoité fut la Pampa . Tous les archéologues sont d’accord à ce jour pour dire que les plus riches indiens de toute l’Amérique se trouvaient dans la magnifique Pampa d’Argentine . Cette plaine verdoyante était magnifique et le gibier abondant . Cyril .A